# 桑岛新小羚
桑岛新小羚（學名Neotragus moschatus）是一种非常小的羚羊。它们生活在非洲东南部的灌木丛中。以树叶、水果、真菌和花为食。
肩高12-17英尺（24-42厘米）。雄性有4-5吋左右的短角向后弯曲生长靠近头颅。雌性则没有短角。牠們一般都是褐色及在眼睛有黑環。牠們的啼也有黑環，而腹部是白色。牠們可以發出微少的吠聲及哨聲。
桑岛新小羚晚上最为活跃，而白天则选择睡觉。个体活动范围在300亩左右。通常情况下一个雄性只有一个雌性陪伴，但他们可能有其他的雌性在同一领土。由於體型細少，任何較牠們大的都會是其捕獵者。狮子、猛禽、蛇等肉类掠食者都视它们为猎物。為了保護自己，牠們會藏身在乾草中及保持靜態。當捕獵者接近時，牠們會立刻彈起並逃走至叢林中。

## 外部連結
- https://web.archive.org/web/20060523021814/http://www.dallaszooed.com/animalfacts/animalfacts.php?id=44&name=PQRS&ci=15&li=15
- http://www.csew.com/antelopetag/Professional%20Site/Prof%20Bio%20Facts/Suni/Suni.htm （页面存档备份，存于）
- http://www.webkenya.com/eng/safari/wildlife.php?id=28&let=&park=&type=&choice=1&rownb=95&print=0 （页面存档备份，存于）